# Sidi Saada
Sidi Saada là một đô thị thuộc tỉnh Relizane, Algérie. Dân số thời điểm năm 2002 là 14.479 người.